# 東京メトロ24時間券

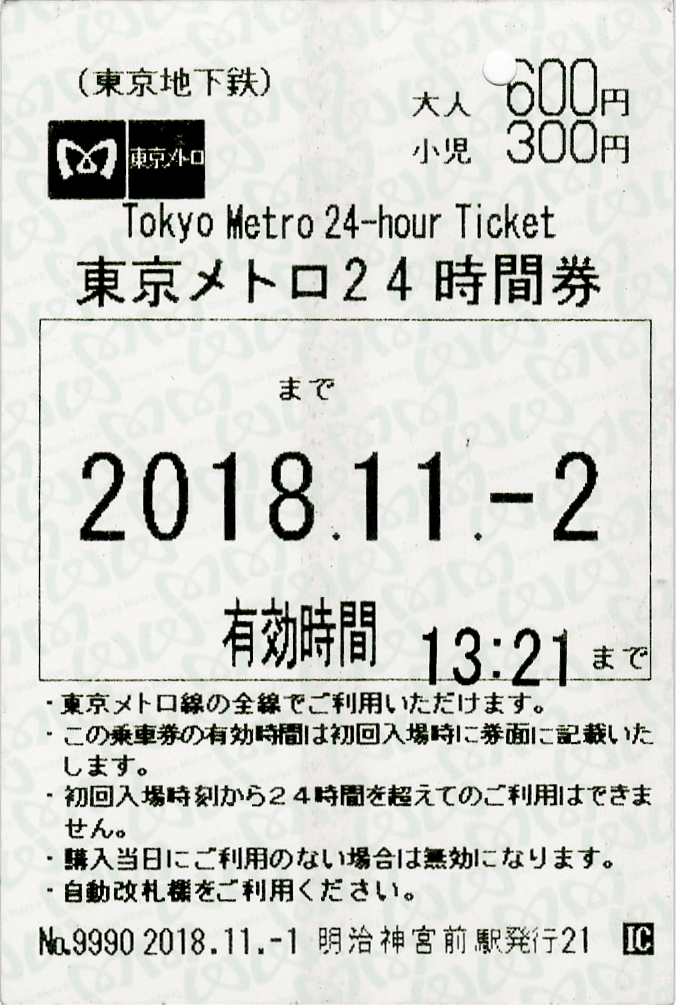
東京メトロ24時間券

東京メトロ24時間券（とうきょうメトロにじゅうよじかんけん）は、東京地下鉄（東京メトロ）の発売する一日乗車券である。
なお、本記事では他地域からの旅行者を対象としたもの、本乗車券を含む一日乗車券類、他のサービスチケットとセットになったもの、接続する各鉄道事業者の往復乗車券とセットになった「○○東京メトロパス」についても記述する。

## 概要
東京地下鉄(東京メトロ)全線が1日乗り放題となる乗車券で、帝都高速度交通営団（営団地下鉄）時代より発売している。2004年の民営化に際して「東京地下鉄一日乗車券」の名称とされた。
利用シーンを広げ、利便性を向上させることを目的に、2016年3月26日からは、使用開始時刻から24時間有効（入場時に24時間以内ならば出場時は24時間経過していても可。また、終電をまたいでも24時間以内であれば継続して使用可能。）な「東京メトロ24時間券」に変更された。導入にあたっては、東京メトロと相互直通運転を行う全事業者に影響することもあり、調整や機器改修に時間を要した。
本券を提示すると、提携する100以上の施設や飲食店などで割引などの特典が受けられる「ちかとく」サービスも利用できる。
前売券と当日券の2種類があり、発売額はいずれも大人700円、小児350円である（2025年3月15日以降）。

### 当日券
発売箇所
東京地下鉄各駅の一部の自動券売機
有効期間
使用開始時刻から24時間有効（入場・乗車中に有効期間が終了した場合、出場まで有効）。最初に自動券売機に通すと有効時間が印字される。ただし、購入日の終電までに使用開始（入場）をしない場合は無効になる。
- 一部はPASMO・Suicaなどの交通系ICカードのチャージ残高を利用して購入も可能である。
- 一日乗車券で発売されていた2010年頃までは券売機によって、通常の乗車券・回数券サイズ（エドモンソン券）で発券される場合とサイバネ規格（定期券サイズ）の大型券で発券される場合があった。現在は大型券で発券されている。

### 前売券
発売箇所
公式通販サイト「メトロの缶詰」（5枚単位）　※定期券売り場での販売は2025年3月14日で終了。
有効期限
乗車券裏面に記載された有効期限（通常は購入日から6ヶ月後）まで有効。
時期により、特殊な絵柄の乗車券がや本券と同様の効力をもつ企画乗車券が発売される場合がある。ただし、この場合の有効期限は通常版と異なる。
利用開始後有効時間
上記の有効期限内に使用を開始してから24時間有効。最初に自動改札機に本券を通すと有効時間が裏面に印字される。

### 東京メトロ学生用24時間券
主に修学旅行等で使用することを想定した乗車券であり、対象者は学生（中学生・高校生・専門学校生）、教職員、及び引率の添乗員である。発売額は350円で、一般の24時間券の半額である。
発売箇所
特定の旅行代理店で教育旅行を取り扱う店舗
※旅行開始日の7営業日前までに申し込みが必要。

### 東京メトロ24時間券（IC）
発売箇所
東京地下鉄のピンクの券売機または定期券売り場
有効期間
購入した時刻から24時間有効。
2017年4月1日より「東京メトロPASMO一日乗車券」として発売開始され、2020年3月14日から東京メトロ24時間券（IC）に変更した。磁気券と異なり、手持ちのPASMOに24時間券の情報を記録するタイプの一日乗車券（券売機でPASMOの購入と同時に一日乗車券を購入することも可能）。発売当初は「記名PASMO」でのみで利用可能だったが、2018年3月17日より「無記名PASMO」でも発行可能になった。なお、利用できるのは、クレジットカード一体型を除いた、既に定期券情報や他の企画券情報が記録されていないPASMOに限られ、購入の際は予め利用日を指定する必要がある。磁気券では通れないIC専用改札機が利用でき、東京メトロ線以外への乗り越しも予めチャージしたSFを利用すれば精算機を利用しなくても良いというメリットがある。有効期間は磁気券と異なり購入した時刻から24時間有効である。

## 本券を含む特別企画乗車券など
営団時代より、都営地下鉄（東京都交通局）との共通一日乗車券、都営地下鉄および東京都交通局の他の交通網（都電荒川線、都営バス、日暮里・舎人ライナー）、東日本旅客鉄道（JR東日本）の東京都区内全線を利用できる東京フリーきっぷを発売しているほか、民営化以降は接続する他の鉄道事業者との往復乗車券、あるいは都心にアクセスする交通手段をセットとしたフリーきっぷなどを発売している。いずれの各きっぷとも、「ちかとく」サービスの利用対象になっている。

### 東京メトロパス
本項の乗車券は、東京地下鉄の駅および接続駅では発売していない。また、発売額は発着駅により異なる。有効期間は、東武鉄道のものに限り事前に指定した1日（1か月前から発売）で、それ以外は発売当日限り。往復区間分は、各1回ずつ有効で途中下車不可。接続駅が任意選択となっているもの（東急・西武・京王）は、往路と復路で別の駅を経由することが可能である。つくばエクスプレスでは「発駅・北千住間往復＋北千住・秋葉原間フリー」と「東京メトロ線内フリー」の2枚の券片が発券される。
| 名称 （発売事業者）                   | 発売箇所 | フリー区間との接続駅                                             | 他フリー区間                                    | PASMOでの発行 |
| ------------------------------------- | --- | ---------------------------------------------------------------- | ----------------------------------------------- | ------------- |
| 小田急東京メトロパス （小田急電鉄）   | 小田急小田原線 東北沢駅 - 小田原駅間各駅、多摩線・江ノ島線各駅、小田急トラベル主要営業所                             | 代々木上原駅                                                     | 小田原線 代々木上原駅 - 新宿駅間                | 可            |
| 東武東京メトロパス （東武鉄道）       | 東武本線各駅（浅草駅・とうきょうスカイツリー駅・押上駅・北千住駅・相老駅・赤城駅・新藤原駅および駅員無配置駅を除く） | 北千住駅                                                         | 伊勢崎線 浅草駅 - 北千住駅間、曳舟駅 - 押上駅間 | 可            |
| 東上東京メトロパス （東武鉄道）       | 東武東上線（東上本線・越生線）各駅（池袋駅・和光市駅・寄居駅を除く）                                                 | 和光市駅                                                         | 東上本線 和光市駅 - 池袋駅間                    | 可            |
| 東急東京メトロパス （東急電鉄）       | 東急線各駅（渋谷駅・中目黒駅・目黒駅およびこどもの国線・世田谷線の単独駅を除く）                                     | 渋谷駅・中目黒駅・目黒駅のいずれか（任意選択）                   | なし                                            | 可            |
| 東葉東京メトロパス （東葉高速鉄道）   | 東葉高速線 東海神駅 - 東葉勝田台駅間の各駅                                                                           | 西船橋駅                                                         | なし                                            | 不可          |
| SR東京メトロパス （埼玉高速鉄道）     | 埼玉高速鉄道線 川口元郷駅 - 浦和美園駅間各駅                                                                         | 赤羽岩淵駅                                                       | なし                                            | 不可          |
| TX東京メトロパス （首都圏新都市鉄道） | つくばエクスプレス 青井駅 - つくば駅間各駅                                                                           | 北千住駅                                                         | つくばエクスプレス線 秋葉原駅 - 北千住駅間      | 不可          |
| 西武東京メトロパス （西武鉄道）       | 池袋駅・小竹向原駅・高田馬場駅・西武新宿駅と多摩川線を除く各駅                                                       | 池袋駅・小竹向原駅・高田馬場駅・西武新宿駅のいずれか（任意選択） | なし                                            | 可            |
| 京王東京メトロパス （京王電鉄）       | 新宿駅・渋谷駅を除く各駅                                                                                             | 新宿駅・渋谷駅のいずれか（任意選択）                             | なし                                            | 可            |

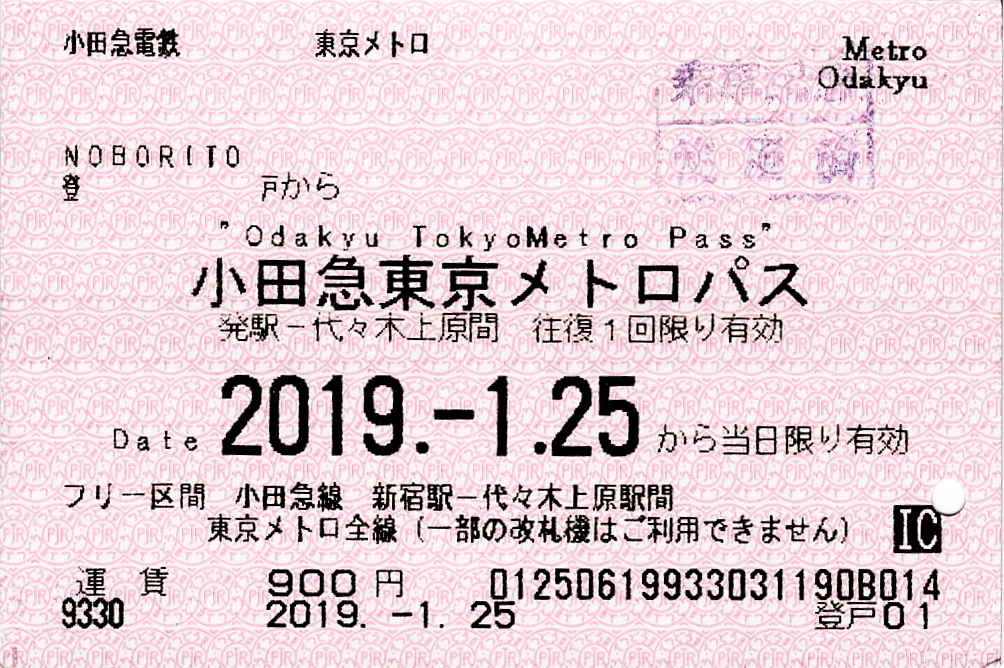
小田急電鉄　小田急東京メトロパス
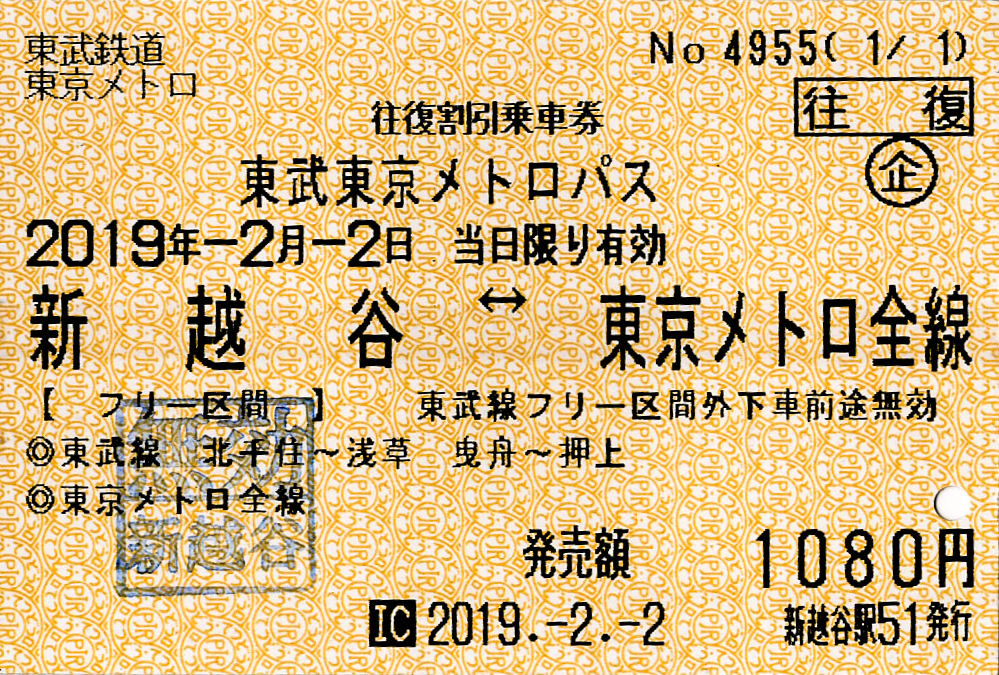
東武鉄道・伊勢崎線　東武東京メトロパス
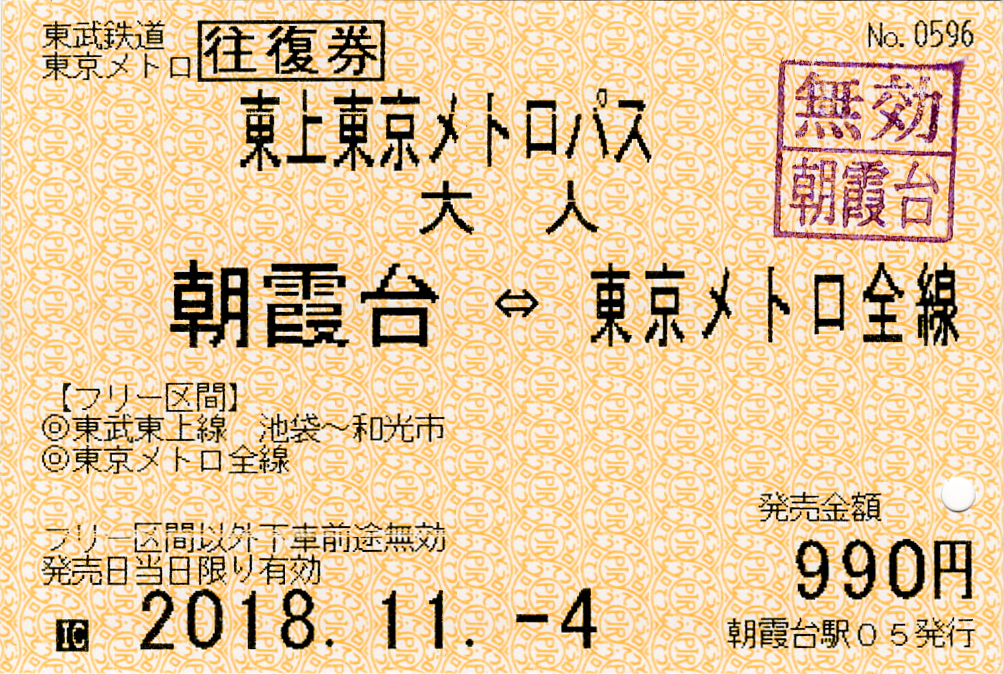
東武鉄道・東上線　東上東京メトロパス
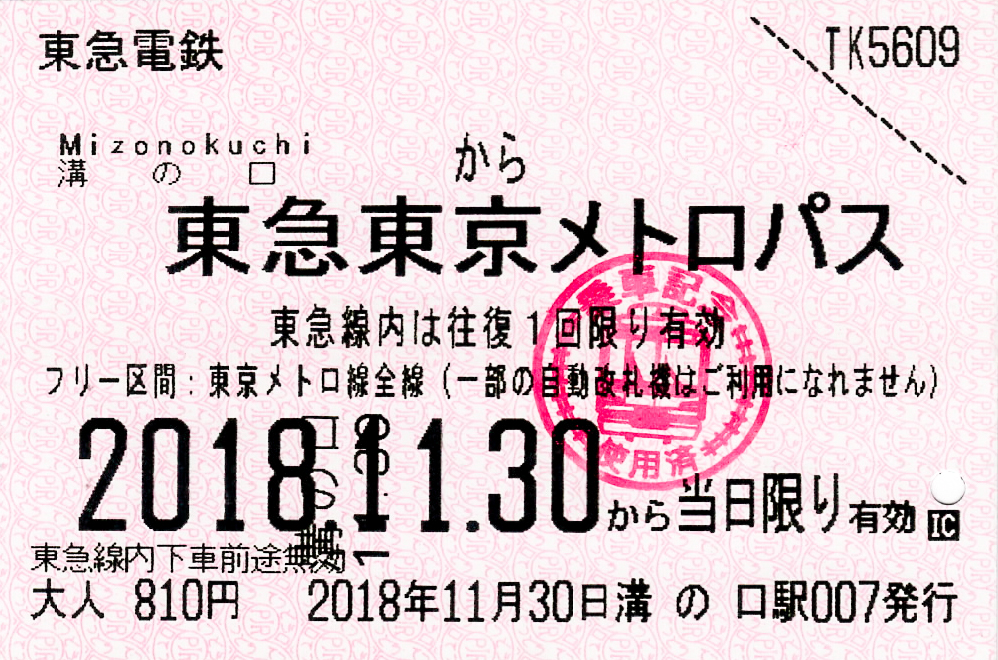
東急電鉄　東急東京メトロパス
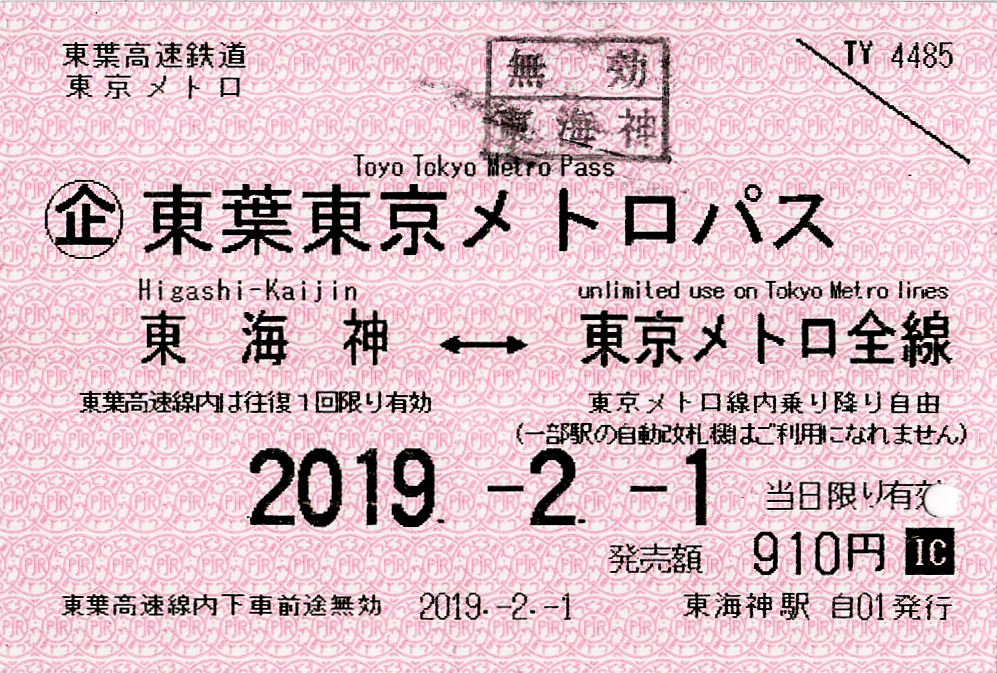
東葉高速鉄道　東葉東京メトロパス
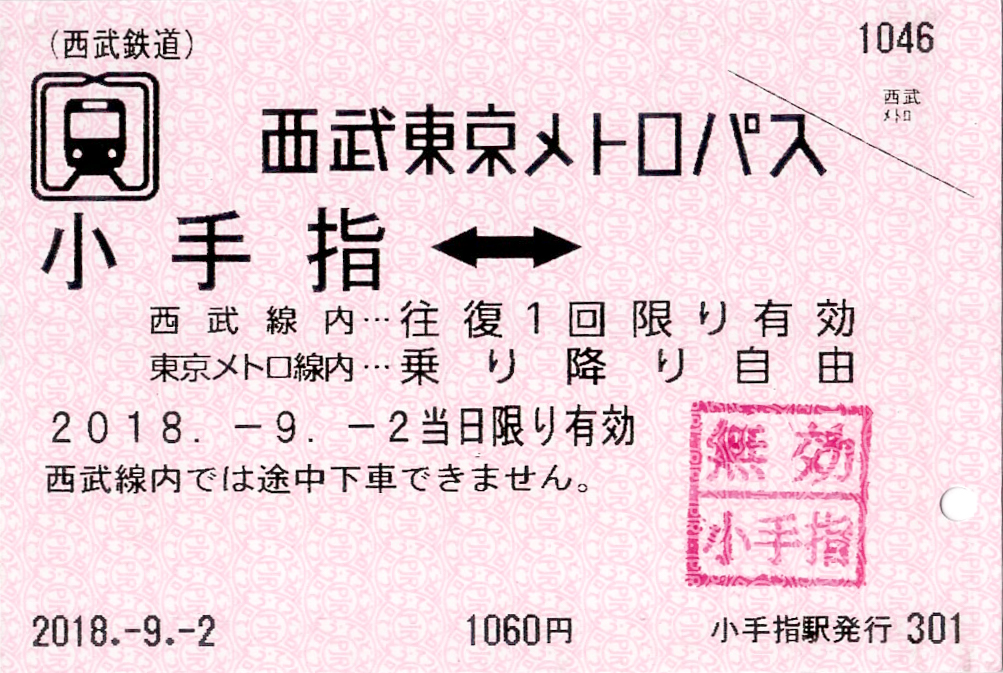
西武鉄道　西武東京メトロパス

### バスチケット+一日乗車券
都心までのバスのチケットと、一日乗車券がセットになったもの。なお、東京地下鉄の一日乗車券に相当する部分は、いずれも発売日から6か月間のうち1日有効。このうち御殿場ハイウェイ&サブウェイパスについては、2014年3月末まで発売されていた「御殿場ハイウェイ&メトロパス」の有効区間を東京メトロと東京都交通局（都営地下鉄）のサービス一体化の取り組みに関する一環として、2014年4月1日利用分から都営地下鉄全線も含めたスケールアップ化した乗車券である。御殿場ハイウェイ&サブウェイパスは、東京地下鉄では発売していない。
| 名称                     | 発売箇所 | 価格（小児半額）                                                               | バスチケットの有効期間       | バスチケットの有効区間                                                           |
| ------------------------ | --- | ------------------------------------------------------------------------------ | ---------------------------- | -------------------------------------------------------------------------------- |
| リムジン&メトロパス1日券 | 成田空港（成田路線のみ）、羽田空港（羽田路線のみ）、東京シティエアターミナル、新宿駅の各リムジンバス発券カウンター 東京地下鉄直営の定期券売り場 | 成田路線：3,000円 - 3,100円 羽田路線：1,300円 - 1,600円 （行き先により異なる） | 発売日から6か月間のうち1乗車 | 成田空港、または羽田空港から都区内エリアの東京空港交通のリムジンバス路線（片道） |
| リムジン&メトロパス2日券 | 成田空港のリムジンバス発券カウンター | 6,000円（小児の設定はなし）                                                    | 発売日から6か月間のうち2乗車 | 成田空港から都区内エリアの東京空港交通のリムジンバス路線（片道2回）              |

### 商業施設クーポンとのセット券
三井不動産グループの商業施設（コレド日本橋・RAYARD MIYASHITA PARK他）のクーポンとのセット「ものみゆさんくーぽん」、三菱地所グループの商業施設等（丸ビル・サンシャイン水族館他）のクーポンとのセット「東京まちめぐりクーポン」が期間限定販売されている（各800円）。

### 発売終了
スカイライナー&メトロパス
京成電鉄が2010年3月31日まで成田空港駅・空港第2ビル駅で発売。成田空港駅・空港第2ビル駅から京成上野駅までの「スカイライナー」（当時は京成本線経由）券引き換え券（運賃込み）と東京地下鉄一日乗車券のセット。一日乗車券が1日有効（2,100円）のものと2日間有効（2,480円）のものがあった。
御殿場ハイウェイ&サブウェイパス
小田急箱根高速バスが2021年3月15日まで御殿場インター前案内所、箱根登山ハイヤー御殿場営業所（JR御殿場駅乙女口）で発売。発売システムの変更に伴い廃止。

## その他
- 東京地下鉄では全線定期券も発売している。

| 有効期間 | 金額     | 本券換算日数 |
| -------- | -------- | ------------ |
| 1か月    | 17,300円 | 29日         |
| 3か月    | 49,310円 | 83日         |
| 6か月    | 93,420円 | 156日        |